# Riera de Santa Susanna (Bages)
La Riera de Santa Susanna, la segona meitar del curs de la qual també és coneguda amb la denominació de l'Afrau és un corrent fluvial afluent per l'esquerra de la Riera de Salo, al Bages.

## Municipis per on passa
El curs de la Riera de Santa Susanna transcorre íntegrament pel terme municipal de Sant Mateu de Bages.

## Xarxa hidrogràfica
La xarxa hidrogràfica de la Riera de Santa Susanna està constituïda per 11 cursos fluvials que sumen una longitud total de 8.914 m.

### Distribució municipal
El conjunt de la seva xarxa hidrogràfica transcorre íntegrament pel terme municipal de Sant Mateu de Bages.